# Puerto Cook
Puerto Cook est un site géographique et historique situé sur la côte septentrionale de l'île des États en Patagonie de l'Argentine.
Ce lieu a été nommé par l'expédition britannique commandé par le navigateur et explorateur Henry Foster en l'honneur de l'illustre James Cook. Il a été nommé antérieurement North Hatchett et Puerto Loreto.

## Histoire
En 1889, la prison de San Juan de Salvamento est transférée à Puerto Cook, où elle restera jusqu'en 1902. Sur une plaine, située à proximité de la plage, flanquée de deux rangées de montagnes massives, est érigé le bâtiment servant de prison, à côté d'un groupe de maisons en bois et en étain où vivait le personnel militaire. La vie y était à peine plus tolérable qu'à San Juan de Salvamento. Au fur et à mesure que le temps passait, il devient évident qu'il était nécessaire de transférer la prison à Ushuaïa. Au moment de réaliser ce transfert, le 6 décembre 1902, un groupe de détenus se mutine et 51 d'entre eux parviennent à s'échapper à bord de trois embarcations. Cette tentative de fuite sera un échec, seule une des embarcations parvenant à atteindre la baie Thetys, en Terre de Feu, alors que les deux autres feront naufrage sur le cap Colnett. Sur les 51 fugitifs, 39 sont repris, 7 trouveront la mort et seulement 5 parviendront à s'échapper. Les mutins sont jugés par un Conseil de guerre à Buenos Aires et condamnés à effectuer de nouvelles peines, cette fois dans la tristement célèbre prison d'Ushuaïa. Ils termineront leurs jours dans les cellules froides de cette prison, pas beaucoup plus agréables que celles des plus rudimentaire de l'île des États.
De la colonie pénitentiaire que fut Puerto Cook, il ne reste aujourd'hui que quelques ruines et un petit cimetière où reposent les restes de détenus et de gardiens. Le cimetière abrite notamment les restes du célèbre soldat Carrasco, qui avait été condamné pour avoir été responsable de l'assassinat d'un officiel en état d'ébriété, en compagnie de ses compagnons et complices. Ces croix solitaires, faites en bois et en fer oxydé, sont tout ce qui reste de ces hommes.
C'est à cet endroit que le navigateur argentin Luis Piedra Buena, construit un refuge pour les naufragés. Le gouvernement argentin installa une sous-préfecture entre 1899 et 1902.